# Guido IV. (St. Pol)
Guido IV. von Châtillon (franz.: Guy IV de Châtillon; † 1360 in London) war ein Graf von Saint-Pol aus dem Haus Châtillon. Er war ein Sohn des Grafen Johann von Saint-Pol († 1344) und der Jeanne de Fiennes.
Im Hundertjährigen Krieg kämpfte Guido als königlicher Feldherr (lieutenant du roi) in der Picardie in mehreren Gefechten gegen die Engländer. Im Zuge des Friedens von Brétigny 1360 musste er als Geisel für König Johann II. an den Hof des Königs von England ziehen. Dort starb er aber kurz darauf an der Pest.
Guido war verheiratet mit Jeanne de Luxembourg († 1392), einer Tochter des Herren Johann I. von Ligny. Da sie keine Kinder hatten folgte ihm seine Schwester Mathilde und deren Ehemann Guy de Luxembourg, der ein Bruder seiner Frau war, im Erbe nach.